# Урим
Урим (ивр. אורים‎) — кибуц, расположенный недалеко от границы с сектором Газа, в 30 км к западу от Беэр-Шевы, рядом с городом Офаким.
Относится к районному совету Эшколь.
Название города в переводе с иврита означает «огни».

## История
Киббуц был основан в Йом-кипур 1946 года с 5 на 6 октября во время операции «11 точек» в пустыне Негев.
Основателями киббуца были в основном евреи из Болгарии, более поздние поселенцы были в основном выходцами из Северной Америки.

## Занятость
В кибуце действует завод по производству нетканных материалов «Noam Urim», торговый центр, столовая, бассейн, офтальмологическая клиника, паб. Кибуц выращивает семена на продажу.
Основные отрасли хозяйства: птицеводство, животноводство, полеводство. Имеются фабрики одеял и футляров для ювелирных изделий.

## Население
По данным Центрального статистического бюро Израиля, население на начало 2020 года составляло 502 человека.